# Calendar Girls
Cet article possède un paronyme, voir Calendar Girl (homonymie).
Ne doit pas être confondu avec Calendar Girls (pièce de théâtre).
Pour plus de détails, voir Fiche technique et Distribution.
Calendar Girls ou Le calendrier des Girls au Québec est un film américano-britannique réalisé par Nigel Cole, sorti en 2003.

## Synopsis
Dans un petit village du Yorkshire, un groupe de femmes d'un certain âge décident de réaliser un calendrier de charme pour récolter des fonds.

## Fiche technique
- Titre original : Calendar Girls
- Réalisation : Nigel Cole
- Scénario : Juliette Towhidi, Tim Firth
- Direction artistique : Mark Raggett
- Chef décorateur : Martin Childs
- Costumes : Frances Tempest
- Maquillage : 
  - Christina Baker (hair designer, makeup designer)
  - Kay Bilk, Karen Sherriff-Brown (hair stylist, makeup artist)
  - Deborah Jarvis (makeup artist)
- Directeur de la photographie : Ashley Rowe
- Montage : Michael Parker
- Musique : Patrick Doyle
- Production : 
  - Producteur : Nick Barton, Suzanne Mackie
  - Coproducteur : Steve Clark-Hall
- Société(s) de production : Touchstone Pictures, Harbour Pictures,  Buena Vista International (copyright holder)
- Société(s) de distribution : Buena Vista Pictures (États-Unis), Gaumont Buena Vista International (France)
- Budget : 1 000 000 $ US[1]
- Pays d’origine :  Royaume-Uni,  États-Unis
- Année : 2003
- Langue originale : anglais
- Format : couleur – 35 mm – 2,35:1 – DTS – Dolby Digital – SDDS
- Genre : comédie dramatique
- Durée : 108 minutes
- Dates de sortie :
  - Royaume-Uni : 12 septembre 2003
  - États-Unis : 19 décembre 2003
  - France 31 décembre 2003

## Distribution
- Helen Mirren (VF : Annie Le Youdec ; VQ : Claudine Chatel) : Chris
- Julie Walters (VF : Françoise Vallon ; VQ : Élise Bertrand) : Annie
- John Alderton (VQ : Jean-Luc Montminy) : John
- Linda Bassett (VF : Christine Murillo ; VQ : Diane Arcand) : Cora
- Annette Crosbie (VF : Colette Veinhard ; VQ : Béatrice Picard) : Jessie
- Philip Glenister (VF : Nicolas Lormeau ; VQ : Pierre Auger) : Lawrence
- Ciarán Hinds (VF : Paul Borne ; VQ : Luis de Cespedes) : Rod
- Celia Imrie (VF : Anne Canovas ; VQ : Johanne Garneau) : Celia
- Geraldine James (VF : Frédérique Cantrel ; VQ : Danièle Panneton) : Marie
- Penelope Wilton (VF : Joëlle Brover ; VQ : Sophie Clément) : Ruth
- George Costigan (VQ : Jean-Marie Moncelet) : Eddie
- Graham Crowden (VQ : Yves Massicotte) : Richard
- John Fortune (VQ : Mario Desmarais) : Frank

- Version française [2]
  - Studio de doublage : Dubbing Brothers
  - Direction artistique : Isabelle Brannens
  - Adaptation : Sylvie Caurier

Source et légende : Version française (VF) selon le carton de doublage